# Бурлацьке (Пологівський район)
Бурла́цьке — село в Україні, у Федорівській сільській громаді Пологівського району Запорізької області. Населення становить 68 осіб. До 2019 року орган місцевого самоврядування — Федорівська сільська рада.

## Географія
Село Бурлацьке розташоване за 139 км від обласного центру, 44 км від районного центру, за 2 км від лівого берега річки Янчул, на відстані 5 км від села Федорівка.

## Історія
Село засноване 1800 року.
12 червня 2020 року, відповідно до розпорядження Кабінету Міністрів України від № 713-р «Про визначення адміністративних центрів та затвердження територій територіальних громад Запорізької області», село увійшло до складу Федорівської сільської громади
19 липня 2020 року, в результаті адміністративно-територіальної реформи та ліквідації колишнього Пологівського району (1923—2020), село увійшло до складу новоутвореного Пологівського району.
В селі Бурлацьке наразі мешкають лише 2 людини — пенсіонери Катерина Маринина і Олексій Горовий, які займаються сільським господарством, щоб мати їжу. Магазинів поблизу немає. Раніше селяни жили за рахунок ферми, однак після її закриття багато покинули село. Про долю цих мешканців села, яке втратило колишню міць і значимість розповів запорізький телеканал TV5.